# Mark Richards (Politiker)
Mark Richards (* 15. Juli 1760 in Waterbury, Colony of Connecticut; † 10. August 1844 in Westminster, Vermont) war ein US-amerikanischer Politiker. Zwischen 1817 und 1821 vertrat er den Bundesstaat Vermont im US-Repräsentantenhaus.

## Werdegang
Mark Richards genoss nur eine eingeschränkte Schulausbildung und diente während des Unabhängigkeitskrieges ab 1776 in der Kontinentalarmee. Nach dem Krieg ließ er sich zunächst in Boston nieder, wo er in einem Laden angestellt war. Im Jahr 1796 zog er nach Westminster in Vermont. Politisch wurde er Mitglied der Demokratisch-Republikanischen Partei. Zwischen 1801 und 1805 war er Abgeordneter im Repräsentantenhaus von Vermont; von 1806 bis 1810 leitete er als Sheriff die Polizei im Windham County. Im Jahr 1812 war er einer der Wahlmänner von James Madison bei der Präsidentschaftswahl. Zwischen 1813 und 1815 war Richards Mitglied im Beraterstab des Gouverneurs von Vermont.
Bei den Kongresswahlen des Jahres 1816, die staatsweit abgehalten wurden, wurde er für den zweiten Abgeordnetensitz dieses Staates in das US-Repräsentantenhaus in Washington, D.C. gewählt, wo er am 4. März 1817 die Nachfolge von Luther Jewett antrat. Nach einer Wiederwahl im Jahr 1818 konnte er bis zum 3. März 1821 zwei Legislaturperioden im Kongress absolvieren. Auch nach dem Ende seiner Zeit im Kongress blieb Richards politisch aktiv. Zwischen 1824 und 1826 sowie im Jahr 1828 und nochmals von 1832 bis 1834 war er Abgeordneter im Repräsentantenhaus von Vermont. In den Jahren 1830 und 1831 war er als Vizegouverneur Stellvertreter von Gouverneur Samuel C. Crafts. Damals wurde er nach der Auflösung seiner Partei Mitte der 1820er Jahre Mitglied der kurzlebigen National Republican Party.